# Dark ambient
A dark ambient az ambient alműfaja. Ugyanolyan atmoszferikus hangzásokkal jellemezhető, mint az ambient, csak itt sötét tónusúak és szürreálisak, nem feltétlenül nyugtató hatásúak. A dark ambient művekben keveredik a magány, melankólia, fogság, elszigeteltség érzése. Mentes az ütemektől. Többnyire szintetizátorral készülnek.
Az első dark ambient műveknek Brian Eno egyes dalait (In Dark Trees, Alternative III), ill. a Tangerine Dream (Zeit, Alpha Centauri) lemezeit szokás tekinteni. A Tangerine Dream esetében a műfaji besorolás utólagos jellegű.

## Elterjedése
Népszerűsége alacsony. Az 1970-es években jelent meg Európában és Észak-Amerikában.  1990-ben több tucat lemez jelent meg, 2000-ben több mint száz, 2010 óta pedig pár ezer. A NASA is kiadott egy sorozatot a Bolygók szimfóniája címmel 1993-ban.

## Jelentős előadók
- The Hafler Trio
- Raison d’être
- Tangerine Dream
- lull
- Jeff Greinke
- Burzum
- Atrium Carceri

További előadók: Thomas Köner, Vidna Obmana, Steve Roach, Robert Rich, Maeror Tri, Death Cube K

## Lásd még
- Ambient